# Beatriz Colomina

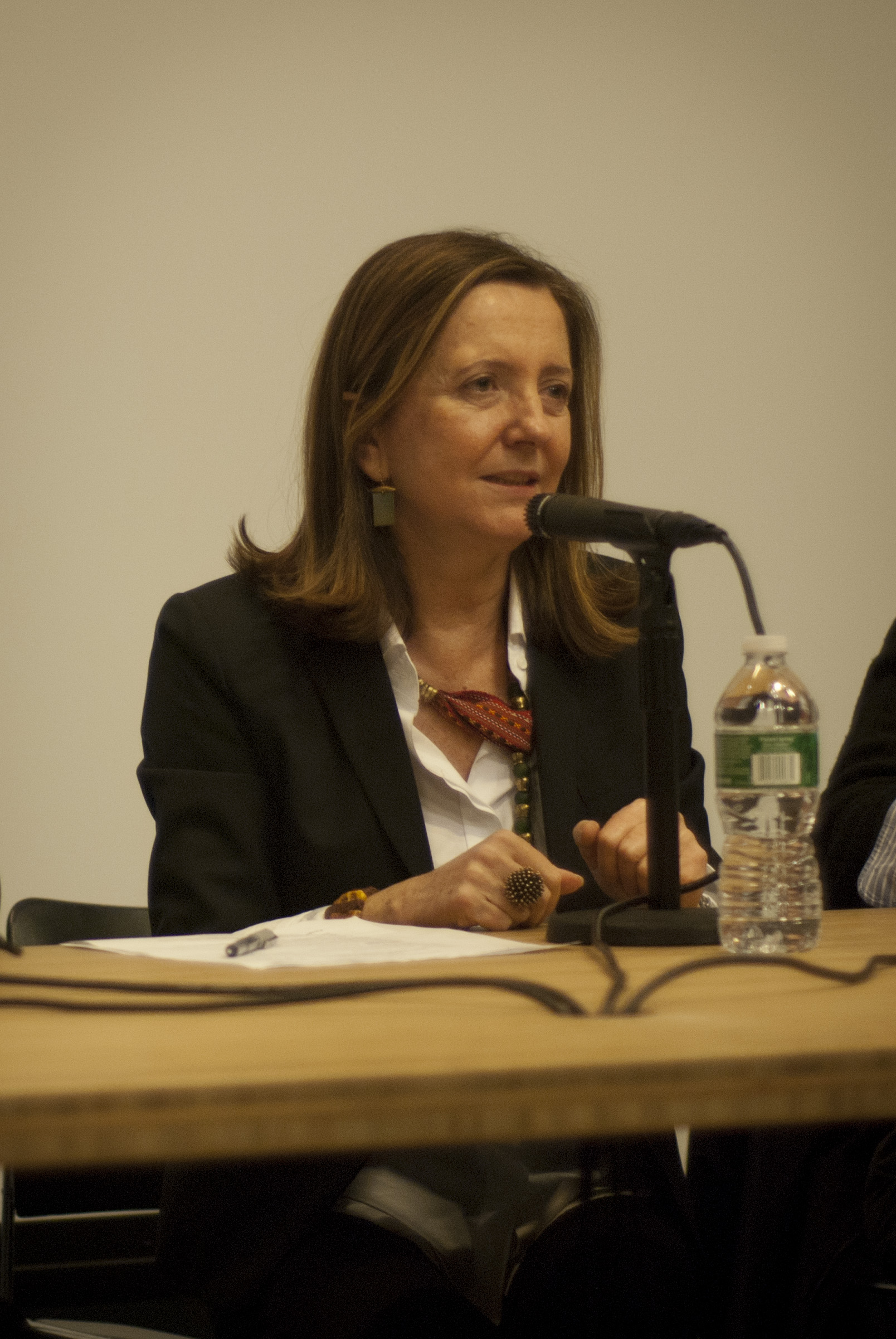
Beatriz Colomina (2011)

Beatriz Colomina (* 1952 in Madrid, Spanien) ist eine international renommierte Architekturtheoretikerin, Medienwissenschaftlerin und Professorin.

## Leben und Werk
Beatriz Colomina studierte an der Escuela Técnica Superior de Arquitectura de Barcelona (ETSAB), wo sie später auch lehrte. Nach einer Lehrtätigkeit an dem MIT 1982 berief man sie an die Columbia University nach New York City. Sie wechselte 1988 zur School of Architecture, Princeton und wurde dort Leiterin des Graduiertenstudiums. Sie ist Gründerin des interdisziplinären Studiengangs Medien und Modernität an der Princeton University. Colomina ist die Tochter eines Architekten, sie lebt in New York und hat eine Tochter.
In der Redaktion der Architekturzeitschrift Daidalos und der akademischen Zeitschrift Grey Room war Colomina tätig.
Als Kuratorin hat Colomina mit einer Gruppe Doktoranden die Ausstellung Clip/Stamp/Fold: The Radical Architecture of Little Magazines 196X – 197X entwickelt. Dieses Projekt wurde 2007 auf der Documenta 12 gezeigt.
Colomina hat zahlreiche Auszeichnungen erhalten. Darunter sind Stipendien der Fondation Le Corbusier und dem Center for Advanced Study in the Visual Arts (CASVA) und das Andrew W. Mellon Senior Fellowship. Sie arbeitete an einem Projekt mit dem Titel Röntgenarchitektur: Krankheit als Metapher, für das sie ein Forschungsstipendium der Graham Foundation for Advanced Studies in the Fine Arts erhalten hat. Die Forschungsergebnisse wurden in dem Buch X-Ray Architecture veröffentlicht.
Zu den Themen Architektur, Massenmedien Printmedien, Fotografie, Werbung, Film und Fernsehen hat sie veröffentlicht. Sie ist Autorin zahlreicher Fachartikel und hat Vorträge auf der ganzen Welt gehalten. Den AIA International Architecture Book Award bekam sie für die Publikationen Privacy and Publicity (1994) und Sexuality and Space(1992).

„Sexuelle Phantasien und architektonische Visionen sind untrennbar miteinander verknüpft“

Colomina war von 2009 bis 2011 Jurorin der Akademie Schloss Solitude. Sie gehört zu den Stipendiaten der American Academy in Berlin im Wintersemester 2014. 2020 wurde sie im Rahmen der Women in Architecture Awards mit dem Ada-Louise-Huxtable-Preis ausgezeichnet.

## Veröffentlichungen (Auswahl)
- Beatriz Colomina, Mark Wigley: Are we human? The Archeology of Design. Lars Müller Publishers 2016, ISBN 978-3-03778-511-9
- Beatriz Colomina, Mark Wigley: Are We Human? The Design of the Species. Lars Müller Publishers 2016, ISBN 978-3-03778-512-6
- Mikael Olsson: Södrakull Frösakull. Steidl Verlag, Göttingen 2011, mit Beiträgen von Beatriz Colomina, Hans Irrek und Helena Mattsson. ISBN 978-3-86930-059-7
- Architectureproduction. Beatriz Colomina, Joan Ockman, 1988, ISBN 978-0-910413-20-6
- Privacy and publicity: modern architecture as mass media 1996. ISBN 978-0-262-53139-9.
- Sexuality & Space. In: Princeton Papers on Architecture. 1996, ISBN 978-1-878271-08-2.
- Louise Bourgeois: Memory And Architecture (mit Beiträgen von Mieke Bal, Lynne Cooke, Beatriz Colomina u. a.) – Ausst-Kat. Madrid, 2000, ISBN 978-84-8003-188-2.
- Rachel Whiteread: Transient Spaces. Craig Houser, Beatriz Colomina, A.M. Homes, 2001, ISBN 978-3-7757-1098-5.
- Frank Gehry, Architect by Frank O. Gehry (Editor), Mildred Friedman, Beatriz Colomina, 2001, ISBN 978-0-8109-6929-2.
- Cold War Hothouses: Inventing Postwar Culture, from Cockpit to Playboy. by AnnMarie Brennan, Jeannie Kim, Beatriz Colomina, 2004, ISBN 978-1-56898-302-8.
- The Work of Charles and Ray Eames: A Legacy of Invention. Beatriz Colomina, Joseph Giovannini, 2005, ISBN 978-0-8109-9232-0.
- Thomas Demand Catalogue Serpentine Gallery London, 2006, ISBN 978-3-8296-0249-5.
- Domesticity at war. 2007, ISBN 978-0-262-03361-9.
- The World of Madelon Vriesendorp: Paintings Beatriz Colomina, Douglas Coupland, Charles Jencks, 2008, ISBN 978-1-902902-63-0.
- Raumplan versus Plan Libre: Adolf Loos and Le Corbusier, 1919-1930. Johan van de Beek, Beatriz Colomina, Arjan Hebly, Jan de Heer, Stanislaus von Moos, Max Risselada, Adolf Loos, Le Corbusier, 2008, ISBN 978-90-6450-665-9.
- Philip Johnson – The constancy of change. Beatriz Colomina, Peter Eisenman, 2009, ISBN 978-0-300-12181-0.
- zus. m. Birgit Pelzer, Dan Graham, Mark Francis: Dan Graham. 2010, ISBN 978-0-7148-3964-6.
- mit Luca Cerizza: Carlo Mollino: Maniera Moderna. Hrsg.: Chris Dercon. 2011, ISBN 978-3-86335-020-8.
- Alison, Peter Smithson: From the House of the Future to a House for Today. Von Beatriz Colomina und Dirk van den Heuvel, 2013, ISBN 978-90-6450-528-7.
- Ludwig Mies van der Rohe: Hochhaus Friedrichstraße 1921. In: Carsten Krohn (Hrsg.): Das ungebaute Berlin. DOM, Berlin 2010 (architecture.mit.edu [PDF]).